# Clasmatocolea vermicularis
Clasmatocolea vermicularis là một loài Rêu trong họ Geocalycaceae. Loài này được (Lehm.) Grolle mô tả khoa học đầu tiên năm 1960.